# 1097
1097 (MXCVII) fue un año común comenzado en jueves del calendario juliano.

## Acontecimientos
- La Primera Cruzada llegan a Bizancio, luego invade Anatolia y Siria; Cruzados capturan Jerusalén (finalizada en 1099).
- Se produce la toma de Antioquía de parte de los cruzados.
- Ocho Venado, señor de Tututepec, establece alianza con Cuatro Jaguar de Ñuu Cohyo.
- 15 de agosto: Batalla de Consuegra (Toledo).
- Enero: Rodrigo Díaz de Vivar junto a Pedro I de Aragón vence en la Bairén sobre los almorávides de Muhammad ibn Tasufin.

## Fallecimientos
- 20 de junio - Berenguer Ramón II (nacido en 1053), conde de Barcelona.
- Odo de Bayeux, obispo normando.
- 15 de agosto: Diego Rodríguez, muere el hijo de Rodrigo Díaz de Vivar, en la Batalla de Consuegra.